# Irina Krush
Irina Krush (ur. 24 grudnia 1983 w Odessie) – amerykańska szachistka pochodzenia ukraińskiego, arcymistrzyni od 1999, posiadaczka męskiego tytułu arcymistrza od 2013 roku.

## Kariera szachowa
Urodziła się na Ukrainie. W 1989 jej rodzina wyemigrowała do Stanów Zjednoczonych, zamieszkując w nowojorskiej dzielnicy Brooklyn. W 1998 zwyciężyła (z wynikiem 8½ pkt w 9 partiach) w mistrzostwach USA, stając się zarazem najmłodszą szachową mistrzynią tego kraju w historii. W tym samym roku zdobyła w Kozhikode brązowy medal mistrzostw świata juniorek do 20 lat. W latach 2000, 2004 oraz 2006 trzykrotnie startowała w mistrzostwach świata systemem pucharowym, za każdym razem awansując do II rundy. W 2001 podzieliła I m. (wspólnie z Igorem Nowikowem) na turnieju Mayor’s Cup w Nowym Jorku, zdobywając pierwszą normę na tytuł męskiego arcymistrza. W 2002 awansowała w Hyderabadzie do ćwierćfinału Pucharu Świata, w którym uległa Swietłanie Matwiejewej. W następnym roku podzieliła II m. (wspólnie z Larrym Christiansenem i Jaanem Ehlvestem) w Nowym Jorku. W 2006 rozegrała w Dortmundzie mecz z Elisabeth Pähtz, zwyciężając w stosunku 3½ – 2½. W 2007 podzieliła II m. w otwartym turnieju w Stillwater oraz zdobyła drugi w karierze złoty medal w mistrzostwach Stanów Zjednoczonych. Kolejne pięć tytułów mistrzyni kraju zdobyła w latach 2010, 2012, 2013, 2014oraz 2015.
Wielokrotnie reprezentowała Stany Zjednoczone w turniejach drużynowych, m.in.:
- ośmiokrotnie na olimpiadach szachowych (w latach 1998, 2002, 2004, 2006, 2008, 2010, 2012, 2014); dwukrotna medalistka: wspólnie z drużyną – srebrna (2004) i brązowa (2008)[12],
- dwukrotnie na drużynowych mistrzostwach świata (w latach 2009, 2013); medalistka: indywidualnie – złota (2013 – na II szachownicy)[13].

Najwyższy ranking w dotychczasowej karierze zdobyła w 1 października 2013, z wynikiem 2502 punktów zajmowała wówczas 16. miejsce na światowej liście FIDE, jednocześnie zajmując 1. miejsce wśród szachistek Stanów Zjednoczonych
W 2013 została drugą w historii (po Zsuzsie Polgár) amerykańską szachistką, która otrzymała męski tytuł arcymistrza.

## Życie prywatne
Mężem Iriny Krush jest kanadyjski arcymistrz Pascal Charbonneau, z którym się rozwiodła.